# Чернушка (приток Малой Какши)
Чернушка — река в России, протекает по территории города Шахунья, приток Малой Какши.
Исток реки находится в начале улицы Октябрьской в небольшой запруде. Проходит через череду дамб, пересекая железнодорожные пути и улицу Комсомольскую, после чего уже свободно протекает вдоль края города, и на северо-западе, возле поселка Январи запружена. Январевская запруда через дамбу вытекает на север и у починка Морозовский вновь запружена. Устье находится возле починка Морозовский. Генеральное направление течения — север.
Река является разделителем между городом и посёлком Хмелевицы.